# Vuit milions de maneres de morir
Vuit milions de maneres de morir (títol original en anglès: 8 Milion Ways to Die) és una pel·lícula estatunidenca dirigida per Hal Ashby, adaptació de la novel·la homònima de Lawrence Block, estrenada l'any 1986. Ha estat doblada al català.

## Argument
Membre de la policia de Los Angeles, Matt Scudder (Jeff Bridges) és un home a la deriva pel seu alcoholisme crònic. Després d'un error que li costa el seu lloc i la seva família, emprèn una carrera de guardaespatlles. La seva primera clienta és una prostituta anomenada Sunny (Alexandra Paul) que se sent amenaçada. Segrestada davant de Matt, Sunny és salvatgement assassinada. Sentint-se en part responsable, Matt porta la investigació i s'acosta a Sarah (Rosanna Arquette), una amiga de Sunny, així com d'Angel Maldonado (Andy Garcia), un notori traficant de droga.

## Repartiment
- Jeff Bridges: Matthew 'Matt' Scudder
- Rosanna Arquette: Sarah
- Andy Garcia: Angel Moldonado
- Randy Brooks: Willie 'Sort' Walker
- Alexandra Paul: Sunny
- Vyto Ruginis: Joe Durkin
- Vance Valencia: Quintero
- James Avery: Diputat